# Formato contenedor de metadatos
Un Formato contenedor de metadatos es un formato para organizar datos referentes a un archivo dentro de él. Es habitual en formatos multimedia como fotos y audio.
Hay varios formatos que permite introducir información de archivos multimedia para clasificarlos mejor o tener información añadida de forma mejor ordenada.

## Fotos
El formato Exif es un formato estándar para incluir en fotos datos técnicos de la toma (obturación, uso del flash, apertura del diafragma, fecha, etc). También se pueden incluir notas y disponer de forma estándar un modo de incluir datos de GPS.
Hay cámaras que disponen de GPS, pero si no se dispone de él se puede incluir de forma cómoda llevando un GPS encima y posteriormente cuadrando los horarios de las fotos y las localizaciones del GPS a esa hora.

## Audio
En los MP3 es estándar el formato ID3, que incluye información del número de pista, autor, título de la canción, álbum, etc. También se puede utilizar para los podcast. Es posible también insertar una minifoto de la carátula.
- Datos: Q8962025